# 동로마 내전 (1341년-1347년)
동로마 제국의 내전(1341-1347) 또는 제2차 팔레올로고스 내전은 안드로니코스 3세의 죽음 이후 9살이였던 그의 아들이자 계승자인 요안니스 5세가 즉위한 뒤, 요안니스 5세의 섭정지위를 놓고 벌어진 내전이다.
안드로니코스 3세의 내무대신인 요안니스 칸타쿠지노스, 다른 한편으로는 안드로니코스 3세의 황후 사보이아의 안나와 콘스탄티노폴리스 총대주교 요안니스 14세 칼레카스, 메가스 둑스 알렉시오스 아포카우코스가 이끄는 섭정단이 있었다. 이 내전은 칸타쿠지노스를 지지하는 귀족들과 황후와 총대주교, 메가스 둑스를 지지하는 중하류 계급들과 함께 동로마 제국 사회를 양극화시켰다. 동로마 제국은 헤시카스모스 논쟁에 휘말렸고, 헤시카스모스의 신비주의 교리를 고수하는 것은 종종 칸타쿠지노스에 대한 지지와 동일시되었다.
요안니스 칸타쿠지노스는 동로마 제국의 황제 안드로니코스 3세의 가장 가까운 친구이자 수석 고문으로서, 안드로니코스 3세가 1341년 6월 사망하자 요안니스 5세의 섭정이 되었다. 알렉시오스 아포카우코스의 도움을 받은 콘스탄티노폴리스 총대주교는 요안니스 5세의 통치가 요안니스 6세의 야심에 의해 위협받고 있다고 황후를 설득했다. 황후 안나는 요안니스 5세를 의심하게 되었고 이것이 내분을 촉발시켰다. 같은 해 9월 요안니스 칸타쿠지노스가 콘스탄티노폴리스에 자리를 비운 사이에, 알렉시오스 아포카우코스와 총대주교 요안니스 14세가 이끄는 쿠데타가 일어났고, 그들은 안나 황후의 지지를 얻고 새로운 섭정단을 수립하였다. 요안니스 칸타쿠지노스는 제국의 공공의 적으로 선언되었으며, 요안니스 칸타쿠지노스의 친척들과 지지자들은 투옥되거나 도시에서 도망칠 수 밖에 없었고, 그들의 재산은 몰수되었다.섭정은 그의 어머니 테오도라를 가택 연금했다. 그녀가 투옥되는 동안 겪은 고통은 결국 그녀를 죽음에 이르게 했다. 이에 대응하여서, 요안니스 칸타쿠지노스의 군대와 지지자들은 10월 26일 디디모테이코스에서 요안니스 칸타쿠지노스를 공동 황제로 선포하여, 그와 새로운 섭정 사이의 불화를 공고히 하였다. 분열은 즉시 무력 충돌로 확대되었다.
전쟁 초기 몇 년 동안 섭정군이 우세했다. 테살로니카에 있는 열심당원들, 특히 몇몇 반(反) 귀족 봉기가 일어나자, 트라키아와 마케도니아의 대부분의 도시들이 섭정 통제하에 놓였다. 세르비아의 스테판 두샨과 아이딘의 우무르 베이의 도움으로, 칸타쿠지노스는 성공적으로 이러한 대세을 뒤집었다. 1345년 스테판 두샨이 섭정단 편으로 돌아서며, 우무르가 철수할 수 밖에 없음에도 불구하고, 요안니스 6세는 오스만 베이국의 통치자 오르한의 도움을 받아 우위를 점했다. 1345년 6월 섭정단의 수석 행정관인 메가스 둑스 아포카우코스가 죄수들에게 살해된 사건은 섭정단에게 심각한 타격을 주었다. 마침내 1346년에 요안니스 6세는 아드리아노폴리스에서 황제로 공식 즉위하고 1347년 2월 3일 콘스탄티노폴리스에 입성하였다. 합의에 따라, 그는 소년이 성년이 되어 그와 함께 통치할 때까지 요안니스 5세의 섭정으로서 10년 동안 통치하기로 되어 있었다. 이러한 명백한 승리에도 불구하고, 1354년 내전의 재개는 요안니스 6세가 퇴위를 하도록 강요했다. 결국 퇴위한 그는 요아사푸스라는 수도사가 되었다.
오랜 분쟁의 결과는 안드로니코스 3세 치하에서 안정을 되찾은 제국에게 재앙으로 판명되었다. 7년간의 전쟁, 약탈군의 존재, 사회적 혼란, 흑사병의 출현은 동로마 제국을 황폐화시켰고 궁지로 몰아넣었다. 또한 이 분쟁으로 스테판 두샨은 알바니아, 이피로스, 마케도니아 대부분을 정복하고 세르비아 제국을 세웠다. 불가리아 제국은 에브로스 강 이북의 영토도 획득했다.

## 같이 보기
- 요안니스 6세
- 요안니스 5세
- 안드로니코스 3세
- 스테판 두샨
- 오르한 가지

1. ↑  Nicol 1996, 53–55쪽; de Vries-Van der Velden 1989, 67쪽; Weiss 1969, 33–36쪽
2. ↑  Nicol 1996, 54–55쪽